# Burgleitenbach
Der Burgleitenbach ist ein rechter Zufluss der Ammer im oberbayerischen Landkreis Weilheim-Schongau.

## Geographie
Der Burgleitenbach entsteht im Kerschlacher Forst. Im dortigen Moorgebiet ist er über Gräben mit dem Machtlfinger Bach verbunden. Der Bach fließt im Anschluss westwärts durch Kerschlach und speist den Kerschlacher Weiher. Im weiteren Verlauf durchfließt er die Pähler Schlucht, den Ort Pähl selbst und mündet schließlich von rechts in die Ammer.